# Copicucullia bistriga
Copicucullia bistriga là một loài bướm đêm trong họ Noctuidae.